# شيرين هنتر

شيرين تاهمبس هنتر (وُلدت في تبريز، إيران) وهي أستاذة أبحاث في مركز للتفاهم لإسلامي-المسيحي بجامعة جورجتاون في مدينة واشنطن الذي انضمت إليه منذ عام 2005 بصفة زميل زائر ومن ثم أستاذ زائر، وكانت في مركز الدراسات الاستراتيجية والدولية في العاصمة واشنطن منذ عام 1983 إلى 2005 , وشغلت منصب مديرة البرنامج الإسلامي في عام 1998- 2005و نائبة مدير برنامج الشرق الأوسط من عام 1993إلى1983. عندما كانت في بروكسل عملت بصفة زميل أقدم.خلال الفترة 1993-1997، عملت الدكتورة هنتر في بروكسل بصفة زميل زائر في مركز الدراسات السياسية الأوروبية CEPS , كما كانت مديرة برنامج البحر المتوسط.كانت الدكتورة هنتر مستشارة سياسية واقتصادية، وباحث زائر في معهد بروكنجز وزميل مساعد في الأبحاث في مركز جامعة هارفارد للشؤون الدولية.

## إنجازاتها
شيرين هنتر كانت أول امرأة في «إيران تشغل منصب في الخدمه الخارجية الإيرانية» من عام 1966إلى1978. وتنقلت في الخارج في لندن وجنيف.و حققت منصب مستشار، كما عُينت قائماً بالأعمال في بعثة إيران إلى الأمم المتحدة في جنيف من وقت لآخر. بالإضافة إلى أعماله نشرت أكثر من 500 دراسه، وفصول في الكتب، ومقالات، وحاضره على نطاق واسع في الولايات المتحدة في الداخل والخارج، وفي الجامعات ومعاهد البحوث، ومجالس الشؤون الدولية، ووزيرة الخارجيه، والقيادة العسكرية، وتمتلك أيضاً خبرة إعلامية واسعة.
درست في جامعة طهران، وفي معهد لندن للاقتصاد وفي كلية الدراسات العليا الدولية في جنيف.
من أهم الأعمال التي نشرت للدكتورة هنتر: "أوبك وسياسات المعونة للعالم الثالث" (إنديانا يونيفرستي بريس،1984)، سياسات الصحوة الإسلامية" (1988)، و"إيران والعالم: الاستمرار في عقد ثوري" (1990)، و"إيران ما بعد الخميني" (برايجر،1992)، و"مناطق عبر القوقاز في حالة تحول: بناء الدولة والصراع"، (1994)، و"آسيا الوسطى منذ الاستقلال" (1996)، و"مستقبل العلاقات بين الإسلام والغرب: صراع حضارات أم تعايش سلمي؟" (1998).